# Melfa (Virginia)
Melfa es una localidad del Condado de Accomack, Virginia, Estados Unidos. Según el censo de 2000 tenía una población de 450 habitantes y una densidad de población de 643.5 hab/km².

## Demografía
Según el censo de 2000, había 450 personas, 183 hogares y 131 familias residiendo en la localidad. La densidad de población era de 643,5 hab./km². Había 205 viviendas con una densidad media de 293,2 viviendas/km². El 82,44% de los habitantes eran blancos, el 15,78% afroamericanos, el 0,22% amerindios, el 1,33% de otras razas y el 0,22% pertenecía a dos o más razas. El 2,22% de la población eran hispanos o latinos de cualquier raza.
Según el censo, de los 183 hogares en el 32,2% había menores de 18 años, el 60,1% pertenecía a parejas casadas, el 10,4% tenía a una mujer como cabeza de familia y el 28,4% no eran familias. El 22,4% de los hogares estaba compuesto por un único individuo y el 10,4% pertenecía a alguien mayor de 65 años viviendo solo. El tamaño promedio de los hogares era de 2,46 personas y el de las familias de 2,93.
La población estaba distribuida en un 22,4% de habitantes menores de 18 años, un 9,1% entre 18 y 24 años, un 29,8% de 25 a 44, un 21,6% de 45 a 64 y un 17,1% de 65 años o mayores. La media de edad era 38 años. Por cada 100 mujeres había 83,7 hombres. Por cada 100 mujeres de 18 años o más, había 77,2 hombres.
Los ingresos medios por hogar en la localidad eran de 37.361 dólares ($) y los ingresos medios por familia eran 44.583 $. Los hombres tenían unos ingresos medios de 27.500 $ frente a los 20.833 $ para las mujeres. La renta per cápita para la ciudad era de 18.660 $. El 9,2% de la población y el 8,1% de las familias estaban por debajo del umbral de pobreza. El 10,8% de los menores de 18 años y el 13,9% de los habitantes de 65 años o más vivían por debajo del umbral de pobreza.

## Geografía
Según la Oficina del Censo de los Estados Unidos, la localidad tiene un área total de 0,7 km², todos ellos correspondientes a tierra firme.